# Nguyễn Thị Tuyến
Nguyễn Thị Tuyến (sinh ngày 25 tháng 7 năm 1971) là một nữ chính khách Việt Nam. Bà hiện là Ủy viên Ban Chấp hành Trung ương Đảng Cộng sản Việt Nam khóa XIII, Bí thư Đảng đoàn, Chủ tịch Hội Liên hiệp Phụ nữ Việt Nam.
Bà từng là Ủy viên dự khuyết Ban Chấp hành Trung ương Đảng Cộng sản Việt Nam khóa XI, Phó Bí thư Thường trực Thành ủy Hà Nội, Trưởng ban Dân vận Thành ủy Hà Nội, Chủ tịch Liên đoàn Lao động Hà Nội.

## Xuất thân
Bà Nguyễn Thị Tuyến sinh ngày 25 tháng 7 năm 1971, quê quán tại xã Đồng Lạc, huyện Chương Mỹ, thành phố Hà Nội.

## Giáo dục
Bà có trình độ chuyên môn là Tiến sĩ xây dựng Đảng, cử nhân luật, đã qua lớp bồi dưỡng cán bộ nguồn cao cấp của Trung ương.

## Sự nghiệp
Bà xuất thân từ cán bộ Đoàn, từng đảm nhiệm các vị trí quan trọng như Tỉnh ủy viên, bí thư Tỉnh đoàn, Chủ tịch Hội Liên hiệp thanh niên tỉnh Hà Tây (cũ), Ủy viên BCH Trung ương Đoàn Thanh niên cộng sản Hồ Chí Minh.
Từ năm 2007 là Đại biểu Quốc hội Khóa XII thuộc đoàn đại biểu tỉnh Hà Tây, sau đó là đoàn đại biểu thành phố Hà Nội.
Sau khi sáp nhập Hà Tây vào Hà Nội bà là Ủy viên Ban Chấp hành Đảng bộ Thành phố, Phó Trưởng ban Thường trực Ban Tuyên giáo Thành ủy.
Sau đó bà được điều động về giữ chức vụ Bí thư Huyện ủy Chương Mỹ. Năm 2011, tại Đại hội Đại biểu Toàn quốc lần thứ XI của Đảng, bà được bầu làm Ủy viên Dự khuyết Ban Chấp hành Trung ương Đảng.
Chiều 3/4/2015, Phó Bí thư Thành ủy, Phó Chủ tịch UBND TP Hà Nội Nguyễn Thị Bích Ngọc đã trao Quyết định của Ban Thường vụ Thành ủy điều động, phân công bà Nguyễn Thị Tuyến (SN 1971), Ủy viên Dự khuyết Ban Chấp hành Trung ương Đảng, Thành ủy viên, thôi giữ chức Bí thư Huyện ủy Chương Mỹ, đến nhận công tác tại Liên đoàn Lao động TP Hà Nội.
Bà Nguyễn Thị Tuyến đã được bầu bổ sung vào Ban Chấp hành, Ban Thường vụ và giữ chức vụ Chủ tịch Liên đoàn Lao động TP Hà Nội khóa XV, nhiệm kỳ 2013-2018 thay đồng chí Trần Văn Thực đã nghỉ chế độ. Sau đó, bà được bầu bổ sung làm Ủy viên Ban Thường vụ Thành ủy Hà Nội, Ủy viên Đoàn Chủ tịch Tổng Liên đoàn Lao động Việt Nam.
Vào tháng 4/2018, tại Đại hội Công đoàn TP Hà Nội lần thứ XVI nhiệm kỳ 2018 – 2023, bà Nguyễn Thị Tuyến tiếp tục trúng cử chức Chủ tịch LĐLĐ TP. Hà Nội.
Tháng 9 năm 2018, bà Nguyễn Thị Tuyến được bầu làm Ủy viên Đoàn Chủ tịch Tổng Liên đoàn Lao động Việt Nam khóa XII tại Đại hội Công đoàn Việt Nam.
Ngày 24 tháng 6 năm 2019, Bà Nguyễn Thị Tuyến nhận quyết định của Ban Thường vụ Thành ủy điều động, phân công thôi giữ chức Bí thư Đảng đoàn, Chủ tịch Liên đoàn Lao động thành phố Hà Nội nhiệm kỳ 2018-2023 để giữ chức vụ Trưởng ban Dân vận Thành ủy Hà Nội.
Từ ngày 05 tháng 11 năm 2019, đồng chí Nguyễn Thị Tuyến bắt đầu tham gia lớp bồi dưỡng kiến thức mới cho cán bộ quy hoạch cấp chiến lược khóa XIII tại Học viện Chính trị Quốc gia Hồ Chí Minh.
Ngày 12 tháng 10 năm 2020, Hội nghị lần thứ nhất Ban Chấp hành Đảng bộ thành phố Hà Nội, nhiệm kỳ 2020 - 2025 đã tín nhiệm bầu bà Nguyễn Thị Tuyến giữ chức Phó Bí thư Thường trực Thành ủy nhiệm kỳ 2020-2025.
Sáng 25 tháng 6 năm 2024, tại Hội nghị lần thứ 18 Ban Chấp hành Đảng bộ thành phố Hà Nội khóa XVII, Phó Bí thư Thành ủy Nguyễn Văn Phong đã thông báo quyết định của Bộ Chính trị về công tác cán bộ. Bộ Chính trị cũng đã phân công đồng chí Nguyễn Thị Tuyến, Ủy viên Trung ương Đảng, Phó Bí thư Thường trực Thành ủy điều hành Thành ủy Hà Nội cho đến khi kiện toàn chức danh Bí thư Thành ủy theo quy định.
Ngày 6 tháng 11 năm 2024, Hội LHPN Việt Nam tổ chức Hội nghị để bầu bổ sung Ủy viên Ban chấp hành, Ủy viên Đoàn Chủ tịch và Chủ tịch Hội LHPN Việt Nam nhiệm kỳ 2022-2027. Theo quyết định của Bộ Chính trị, bà thôi tham gia Ban Chấp hành, Ban Thường vụ Thành ủy; thôi giữ chức Phó bí thư thường trực Thành ủy Hà Nội nhiệm kỳ 2020-2025; điều động đến công tác tại Hội LHPN Việt Nam; chỉ định giữ chức Bí thư Đảng đoàn Hội LHPN Việt Nam, nhiệm kỳ 2022-2027. Tại hội nghị, với 100% đại biểu biểu quyết tán thành, Ban Chấp hành Trung ương Hội LHPN Việt Nam đã bầu bà làm Chủ tịch Hội LHPN Việt Nam khóa XIII, nhiệm kỳ 2022-2027.